# Kapelle zum Heiland in der Wies

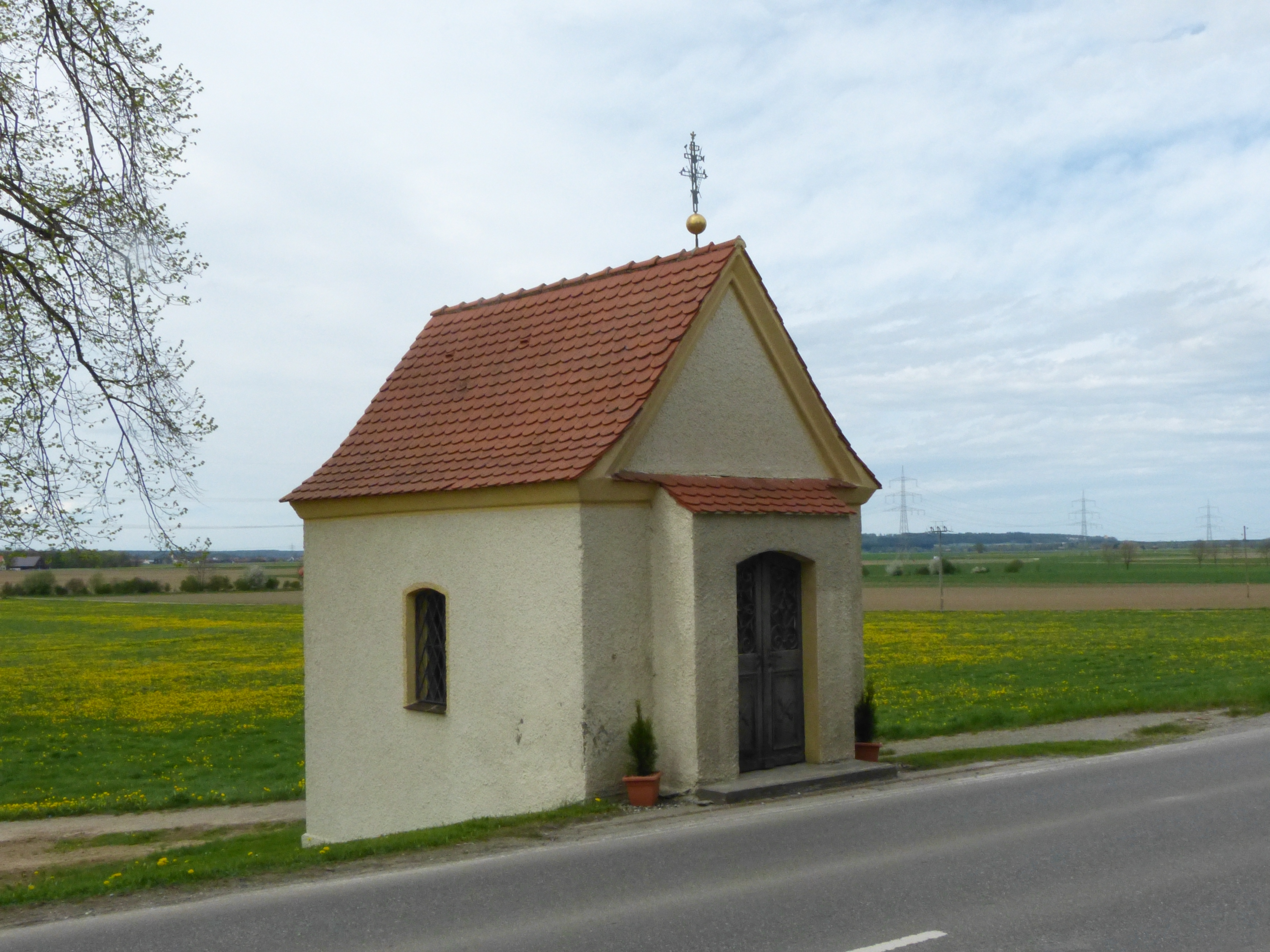
Kapelle zum Heiland in der Wies in Niederrieden

Die römisch-katholische Kapelle zum Heiland in der Wies befindet sich nördlich von Niederrieden im Landkreis Unterallgäu in Bayern. Die Kapelle wurde in der Zeit zwischen 1789 und 1817 erbaut und steht unter Denkmalschutz. Ein halbrunder Anbau an der Westseite bildet den Kerker Christi. Im Inneren ist dieser Anbau durch ein Holzgitter verschlossen. Jeweils ein stichbogiges Fenster in den Seitenwänden befindet sich im Hauptraum der Kapelle. Dieser ist mit einer Flachdecke gedeckt. Der Zugang zur Kapelle befindet sich an der Ostseite durch einen stichbogigen Eingang. Insgesamt sieben Nischen befinden sich in den Wänden des Hauptraumes.

## Ausstattung
In der Kapelle befinden sich mehrere gefasste Holzfiguren. Diese stammen alle aus der Entstehungszeit der Kapelle. Im Einzelnen sind dies ein überlebensgroßer Kerkerchristus, vier arme Seelen in einer Nische unter dem Kerker. In den Wandnischen des Hauptraumes befinden sich Passionsgruppen, dies sind Christus mit Engel am Ölberg, ein gegeißelter Heiland mit zwei Schergen, die Dornenkrönung mit zwei Soldaten, die Verspottung Christi mit zwei Nebenfiguren, die Kreuztragung mit zwei Soldaten, sowie der Abschied Jesu von Maria. In der Kapelle befinden sich außerdem ein Vesperbild und zwei leuchtertragende Engel. Diese befinden sich über der Kerkernische.
Das Gestühl stammt ebenfalls aus der Entstehungszeit der Kapelle. Die beiden Reihen mit geschwungenen Wangen sind aus Nadelholz gefertigt und schlicht ausgeführt.